# Forja Catalã

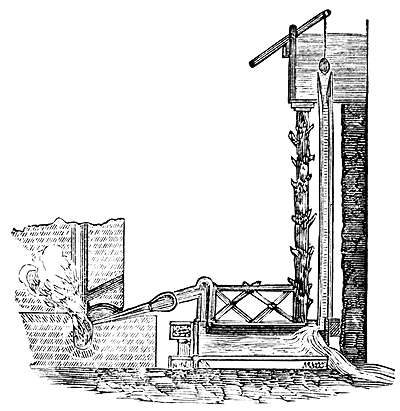
Esquema de uma forja catalã.

A forja catalã era um estabelecimento siderúrgico dedicado à redução direta do minério de ferro e à produção de ferro e aço que empregava um forno de pedra com 2 metros de altura, cujos insufladores de ar eram  por trompas d'água.
Essas forjas criadas em razão da influência islâmica na região da Catalunha, Espanha, representaram um avanço tecnológico em relação aos fornos de lupa, uma vez que sua capacidade diária de produção era quase dez vezes maior. Por este motivo, as forjas catalãs dominaram a produção de ferro na Europa do século XI ao século XV.
Ocorre que, com o surgimento dos altos fornos e do método de refino do ferro gusa, a indústria siderúrgica passou a preferir o processo de redução indireta do minério de ferro, aos poucos deixando de utilizar as forjas catalãs.